# Shen Yang
Shen Yang (chino: 洋 沉, pinyin: Shen Yang, nacido el 20 de marzo de 1984 en Tianjin), es un cantante chino que también toca el bajo-barítono. Shen se inspiró en las grabaciones del gran cantante alemán Hans Hotter. Él se fue a estudiar al Conservatorio de Música de Shanghái.

## Carrera
Shen ganó en un concurso organizado por la BBC Cardiff Singer, en la adjudicación mundial en 2007 y obtuvo el premio Borletti-Buitoni Trust en 2008. Se ha presentó ampliamente en China, el Reino Unido y los Estados Unidos, participó en el Metropolitan Opera, en abril de 2009 como Masetto en Don Giovanni, y en febrero de 2010, como Colline en La Bohème.
Su repertorio abarca las funciones de ópera, música de cámara y recitales de Lieder.